# هيوي
 مصطلح هيوي ([ˈhiːviː]) هو اختصار ألماني لكلمة Hilfswilliger، ومعناها «مساعد طوعي»، أو حرفيًا، «مساعد مستعد». خلال الحرب العالمية الثانية، اكتسب مصطلح هيوي شعبية واسعة في إشارة إلى القوات المساعدة التي تم تجنيدها من السكان الأصليين في مناطق أوروبا الشرقية التي ضمها الاتحاد السوفيتي ثم احتلتها ألمانيا النازية. وافق أدولف هتلر على مضض على السماح بتجنيد مواطنين سوفيات في المناطق الخلفية أثناء عملية بارباروسا. في فترة قصيرة من الزمن، تم نقل الكثير منهم إلى وحدات القتالية.

## نظرة عامة
في أواخر عام 1942، شكّل هيوي 50 بالمائة من فرقة المشاة الـ 134 التابعة للجيش الثاني بانزر، بينما كان الجيش السادس في معركة ستالينغراد يتكون من 25 بالمائة هيوي. بحلول عام 1944، ارتفع عددهم إلى 600000. تم تجنيد كلا من الرجال والنساء في الاتحاد السوفيتي. كان هيوي المخضرم (المتمرس في الحروب) لا يمكن تمييزه عمليا عن الجندي الألماني النظامي في القوات الألمانية، وغالبا ما خدم في القوة بأكملها.
بين سبتمبر 1941 ويوليو 1944، استخدمت قوات الأمن الخاصة الآلاف من الشرطة المساعدة التعاونية التي جندتا هيويز مباشرة من معسكرات أسرى الحرب السوفيت. بعد التدريب، تم نشرهم للخدمة مع ألمانيا النازية في الحكومة العامة والشرق المحتل.
في إحدى الحالات، قامت قوات الأمن الخاصة والشرطة الألمانية بتجنيد 5082 من حراس الهويوي ومعالجتهم وتدريبهم قبل نهاية عام 1944 في قسم معسكرات تدريب قوات الأمن الخاصة فيمعسكر الاعتقال ترونيكي المقام في قرية ترونيكي جنوب شرق لوبلين. كانو يعرفون باسم «رجال ترونيكي» ((بالألمانية: Trawnikimänner)‏ وهم مواطنون سوفيت سابقون كان معظمهم من الأوكرانيين. تم إرسال الترونيكي إلى جميع مواقع القتال الرئيسية في لتنفيذ «الحل الأخير»، والذي كان الغرض الأساسي من التدريب. كما كان لهم دور فعال في إعدام اليهود في معسكرات الاعتقال بلزيك وسوبيبور وتريبلينكا الثاني ووارسو (ثلاث مرات)، شيستوشوا ولوبلان ولفوف وردوم وكراكوف وبياليستوك (مرتين)، مايدانيك وكذلك أوشفيتز، وترونيكي نفسه.

## استخدام المصطلح

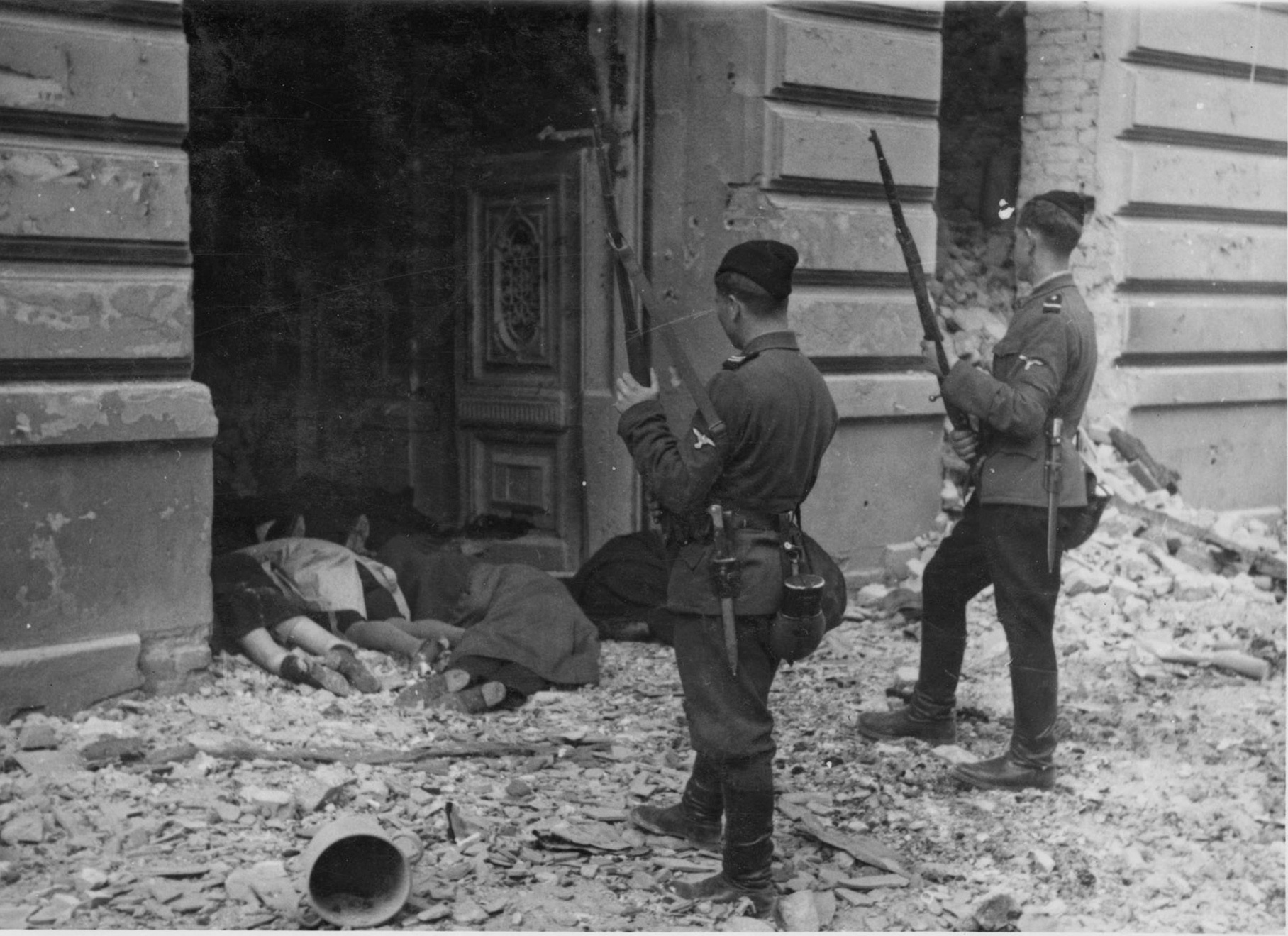
رجال ترونيكي من الأس أس أمام جثث اليهود في مدخل حي اليهود في وارسو صورة من تقرير يورغن ستروب في مايو 1943.

اكتسب المصطلح «هيوي» معنى سلبيًا خلال الحرب العالمية الثانية عندما دخل في عدة لغات أخرى في إشارة إلى جحافل الشرق بالإضافة إلى متطوعين تم تجنيدهم من المناطق المحتلة للقيام بعدد من الأدوار منها عمليات إطلاق النار والحراسة في معسكرات الإبادة وكسائقين وطهاة والقابلات بالمستشفيات...إلخ 
في سياق الحرب العالمية الثانية، كان للمصطلح دلالات واضحة على التعاون، وفي حالة الأراضي السوفيتية المحتلة أيضًا ضد البلشفية (تم تقديمها على نطاق واسع من قبل الألمان).
كتب المؤرخ الألماني Werner Röhr [werner röhr] أن هناك العديد من الأسباب المختلفة لتطوع المواطنين السوفيت. وهو يجادل بأن القضية يجب أن تُرى أولاً وقبل كل شيء مع وضع سياسة « حرب الإبادة» الألمانية في الاعتبار. على سبيل المثال، سمح التطوع لأسرى الحرب السوفيت بالخروج من معسكر الاعتقال الألماني وظروفه القاسية، مما أتاح لهم فرصة أكبر بكثير للبقاء على قيد الحياة. خلال الحرب العالمية الثانية، انخرطت ألمانيا النازية في سياسة سوء المعاملة المتعمدة لأسرى الحرب السوفيت، على عكس معاملتهم لأسرى الحرب البريطانيين والأمريكيين. وقد أسفر ذلك عن حوالي 3.3 إلى 3.5 مليون حالة وفاة، أو 57٪ من جميع أسرى الحرب السوفيت. لذلك يصبح من الصعب للغاية التمييز بين الرغبة الحقيقية في التطوع، وبين التطوع على أمل الحصول على فرصة أفضل للبقاء على قيد الحياة.
أخبر أسير من الهيوي محققو المفوضية الشعبية للشؤون الداخلية (Народный комиссариат внутренних дел) التالي:
أشارت السلطات السوفيتية إلى الهيوي بأنهم «روس سابقون» بغض النظر عن ظروف انضمامهم أو مصيرهم على أيدي الشرطة السرية التابعة للمفوضية الشعبية للشؤون الداخلية. بعد الحرب، حاول الآلاف العودة إلى ديارهم في الاتحاد السوفياتي. تم القبض على المئات ومحاكمتهم، ووجهت إليهم تهمة الخيانة، وبالتالي مذنبون منذ بدء الإجراءات القضائية. حُكم على معظمهم بالذهاب إلى معسكرات الاعتقال السوفييتية، وأُفرج عنهم بموجب عفو خروتشوف لعام 1955.
كشف الاعتماد على الهيوي الفجوة بين أيديولوجيية النازيين وقادة الجيش الألماني. اعتبر القادة النازيون بمن فيهم أدولف هتلر جميع السلاف على أنهم أونترمينش وبالتالي كانو ذات قيمة محدودة كمتطوعين أيضًا. من ناحية أخرى، كانت هناك حاجة إلى القوى البشرية العاملة،  وأدركت المخابرات الألمانية الحاجة إلى تقسيم المواطنين السوفيت. تم إخفاء التناقض أحيانًا عن طريق إعادة تصنيف السلاف كقوزاق. كتب العقيد هيلموث غروسكورث (رئيس أركان الفيلق الحادي عشر) للجنرال بيك: «من المقلق أننا مضطرون إلى تعزيز قواتنا القتالية من أسرى الحرب الروس الذين يتم تحويلهم بالفعل إلى مدفعيين. إنها حالة غريبة أن» الوحوش«التي نقاتلها يعيشون الآن معنا في انسجام.»  من الممكن أن الهويويون كانو يشكلون ربع القوة الأمامية للجيش السادس، والتي تصل إلى أكثر من 50000 من المساعدين السلاف الذين يعملون مع القوات الألمانية.